# Голеш (Босилеград)
Голеш је насеље у Србији у општини Босилеград у Пчињском округу. Према попису из 2022. било је 16 становника.

## Демографија
У насељу Голеш живи 30 пунолетних становника, а просечна старост становништва износи 45,4 година (34,0 код мушкараца и 53,5 код жена). У насељу има 15 домаћинстава, а просечан број чланова по домаћинству је 2,40.
Становништво у овом насељу веома је нехомогено (према попису из 2002. године), а у последња три пописа, примећен је пад у броју становника.
|  |

| Демографија | Демографија | Демографија |
| Година      | Становника  | Становника  |
| ----------- | ----------- | ----------- |
| 1948.       | 135         |             |
| 1953.       | 138         |             |
| 1961.       | 126         |             |
| 1971.       | 113         |             |
| 1981.       | 71          |             |
| 1991.       | 41          | 41          |
| 2002.       | 36          | 44          |
| 2011.       | 28          |             |
| 2022.       | 16          |             |

| Етнички састав према попису из 2002.‍ | Етнички састав према попису из 2002.‍ | Етнички састав према попису из 2002.‍ | Етнички састав према попису из 2002.‍ | Етнички састав према попису из 2002.‍ |
| ------------------------------------ | ------------------------------------ | ------------------------------------ | ------------------------------------ | ------------------------------------ |
|                                      |                                      |                                      |                                      |                                      |
| Бугари                               | Бугари                               |                                      | 18                                   | 50,0%                                |
| Срби                                 | Срби                                 |                                      | 8                                    | 22,22%                               |
| Македонци                            | Македонци                            |                                      | 8                                    | 22,22%                               |
| Југословени                          | Југословени                          |                                      | 1                                    | 2,77%                                |

| Година пописа     | 1948. | 1953. | 1961. | 1971. | 1981. | 1991. | 2002. |
| ----------------- | ----- | ----- | ----- | ----- | ----- | ----- | ----- |
| Број домаћинстава | 26    | 26    | 22    | 24    | 22    | 19    | 15    |

| Број чланова      | 1 | 2 | 3 | 4 | 5 | 6 | 7 | 8 | 9 | 10 и више | Просек |
| ----------------- | - | - | - | - | - | - | - | - | - | --------- | ------ |
| Број домаћинстава | 5 | 5 | 1 | 2 | 2 | 0 | 0 | 0 | 0 | 0         | 2,40   |

| Пол    | Укупно | Неожењен/Неудата | Ожењен/Удата | Удовац/Удовица | Разведен/Разведена | Непознато |
| ------ | ------ | ---------------- | ------------ | -------------- | ------------------ | --------- |
| Мушки  | 14     | 9                | 5            | 0              | 0                  | 0         |
| Женски | 20     | 2                | 7            | 10             | 1                  | 0         |
| УКУПНО | 34     | 11               | 12           | 10             | 1                  | 0         |

| Пол    | Укупно                    | Пољопривреда, лов и шумарство | Рибарство                            | Вађење руде и камена | Прерађивачка индустрија       |
| ------ | ------------------------- | ----------------------------- | ------------------------------------ | -------------------- | ----------------------------- |
| Мушки  | 6                         | 5                             | 0                                    | 0                    | 0                             |
| Женски | 4                         | 2                             | 0                                    | 0                    | 0                             |
| УКУПНО | 10                        | 7                             | 0                                    | 0                    | 0                             |
| Пол    | Производња и снабдевање   | Грађевинарство                | Трговина                             | Хотели и ресторани   | Саобраћај, складиштење и везе |
| Мушки  | 0                         | 0                             | 0                                    | 0                    | 0                             |
| Женски | 0                         | 0                             | 0                                    | 0                    | 0                             |
| УКУПНО | 0                         | 0                             | 0                                    | 0                    | 0                             |
| Пол    | Финансијско посредовање   | Некретнине                    | Државна управа и одбрана             | Образовање           | Здравствени и социјални рад   |
| Мушки  | 0                         | 0                             | 0                                    | 1                    | 0                             |
| Женски | 0                         | 0                             | 0                                    | 2                    | 0                             |
| УКУПНО | 0                         | 0                             | 0                                    | 3                    | 0                             |
| Пол    | Остале услужне активности | Приватна домаћинства          | Екстериторијалне организације и тела | Непознато            | Непознато                     |
| Мушки  | 0                         | 0                             | 0                                    | 0                    | 0                             |
| Женски | 0                         | 0                             | 0                                    | 0                    | 0                             |
| УКУПНО | 0                         | 0                             | 0                                    | 0                    | 0                             |